# Rodolfo González Guevara
Rodolfo González Guevara (Mazatlán, Sinaloa, 22 de diciembre de 1918-Ciudad de México, 23 de diciembre de 2003) fue un político mexicano.

## Biografía
Hijo de Antonio J. González Lie y de Leonor Ventura Guevara Morales; fue el quinto de cinco hermanos: 1º. Antonio González Guevara, 2º. Jorge González Guevara, 3º. Carlos González Guevara y 4º. Héctor González Guevara. Casó con Elisa Macías Meléndez y tuvo tres hijos: Rodolfo, Jorge y María Elena.
Fue un abogado y político mexicano, gran parte de su carrera política la hizo como miembro del Partido Revolucionario Institucional (PRI), pero en 1988 fue parte de los miembros de este partido político que propugnaban por un cambio en la política que permitiera más la participación de las mayorías en la elección de sus dirigentes y la postulación de candidatos.
Abogado egresado de la Universidad de Guadalajara, durante esta época fue dirigente de la Federación de Estudiantes Socialistas de Occidente (FESO), de 1941 a 1952 brindó asesoría jurídica a sindicatos miembros de la CTM en Jalisco, durante ese tiempo acrecentó sus experiencia política con otras actividades: se afilió al PRI en 1946, de 1947 a 1948 fungió como Secretario del Ayuntamiento de Guadalajara y después en 1948 fue nombrado delegado de la Secretaría de Economía en Jalisco integrado todo ese tiempo en el comité directivo estatal del PRI en Jalisco hasta 1952, mismo año que fue elegido diputado federal a la XLII Legislatura del Congreso de la Unión de México integrándose al Comité Ejecutivo Nacional hasta 1955 cuando es designado presidente del comité directivo del PRI en el Distrito Federal puesto que ocupa hasta 1964, función que dejó para ocupar el cargo de Subsecretario del Patrimonio Nacional hasta 1966 que pasó a ser Secretario General del Departamento del Distrito Federal hasta 1970; cesó en sus funciones públicas durante la gestión presidencial de Luis Echeverría Álvarez dedicándose en ese tiempo a negocios privados; no obstante no se alejó del partido, resultando ser delegado de este órgano en Sonora de 1972 hasta 1973 y director del Centro de Estudios Políticos, Económicos y Sociales del Distrito Federal de 1975 a 1976.
Durante el ejercicio del presidente José López Portillo 1976 fue nuevamente elegido diputado federal a la L Legislatura, y de 1977 a 1979 fue presidente de la Cámara de Diputados y líder de la mayoría parlamentaria.
Al término de su función como diputado fue nombrado subsecretario de la Secretaría de Gobernación en 1979 y en 1982 secretario técnico de la Comisión Federal Electoral (hoy IFE).
Durante 1983 se ocupó como secretario general del Instituto de Seguridad y Servicios Sociales de los Trabajadores del Estado y seguidamente 1984 durante la función de Miguel de la Madrid Hurtado como presidente de México, fue nombrado Embajador de México en España función que ejercía cuando comenzó a constituirse como uno de los principales teóricos del llamado Nacionalismo Revolucionario, que se oponía al progresivo Neoliberalismo que llegó al gobierno y al PRI con Miguel de la Madrid y posteriormente con Carlos Salinas de Gortari. Ante esto fue uno de los principales miembros de la Corriente Democrática del PRI junto a Cuauhtémoc Cárdenas Solórzano, Porfirio Muñoz Ledo e Ifigenia Martínez, que culminó con la renuncia de estos últimos al PRI en 1988 para apoyar la candidatura de Cárdenas por el Frente Democrático Nacional en las elecciones presidenciales de ese mismo año. Rodolfo permaneció en el PRI fundando la Corriente Crítica con un grupo de prominentes políticos del país y jóvenes anhelantes de mayor participación democrática. Esta línea de acción la abandonó durante el sexenio de Carlos Salinas de Gortari poco antes de la postulación de Luis Donaldo Colosio renunciando al PRI y poco después atendiendo a la invitación que le hicieran sus correligionarios Cuauhtémoc Cárdenas Solórzano, Porfirio Muñoz Ledo e Ifigenia Martínez, se incorporó al Partido de la Revolución Democrática donde en 1994 fue propuesto para senador no logrando ser postulado por haber ganado la elección interna el Ing. Heberto Castillo.
Recibió condecoraciones de España, Japón y Bulgaria.
En 1995 a raíz de un accidente cerebrovascular sufrido por su esposa, se retiró definitivamente a la vida privada, falleciendo en diciembre de 2003.